# Duck Soup (1927)
Duck Soup is een Amerikaanse korte stomme film uit 1927, geproduceerd door Hal Roach Studios. Het was de eerste Hal Roach-film van het duo Laurel en Hardy. De regie was in handen van Fred Guiol. De film is gebaseerd op een sketch geschreven door Stan Laurels vader, Arthur J. Jefferson.

## Verhaal
Twee zwervers genaamd Hives en Maltravers zijn op de vlucht voor een groep boswachters, die hen samen met andere zwervers willen rekruteren als amateurbrandweermannen om te helpen bij het bestrijden van bosbranden. De twee zoeken schuil in een landhuis, waarvan de eigenaar op vakantie blijkt te zijn. Maltravers besluit zich daarom voor te doen als de eigenaar, en Hives vermomt zich als dienstmeid. Samen proberen ze het huis te verhuren aan een Engels koppel. Voordat ze hun plan kunnen voltooien keert de echte eigenaar echter terug en ontmaskert de hele zaak. Hives en Maltravers zijn weer gedwongen te vluchten, waarna ze alsnog worden opgepakt door de boswachters.

## Rolverdeling
| Acteur             | Personage                |
| ------------------ | ------------------------ |
| Stan Laurel        | Hives                    |
| Oliver Hardy       | Maltravers               |
| James A. Marcus    | Kolonel Blood            |
| William Austin     | Lord Tarbotham           |
| Madeline Hurlock   | Lady Tarbotham           |
| Bob Kortman        | boswachter               |
| William Courtright | butler van kolonel Blood |

## Achtergrond
De film werd jarenlang als verloren beschouwd. In 1974 werd echter een exemplaar van de film teruggevonden. Voor die tijd dachten veel filmhistorici dat Laurel en Hardy in de film bijna nooit samen te zien waren, maar nadat de film werd teruggevonden bleken ze wel in bijna elke scène samen voor te komen.
Leo McCarey, de waarnemend regisseur van de film, zag door Duck Soup dat Laurel en Hardy mogelijk een goed komisch duo zouden kunnen vormen. Toch duurde het na de film nog een tijdje voordat ze werkelijk als team in films gingen spelen, in plaats van in afzonderlijke rollen.
McCarey gebruikte in 1933 dezelfde filmtitel ook voor een film van de Marx Brothers. In 1930 werd een remake van de film gemaakt onder de titel Another Fine Mess.